# Lidy Steche

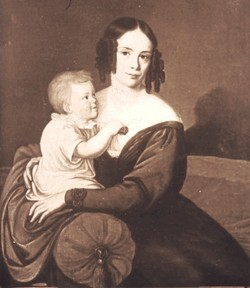
Lidy Steche mit ihrem Sohn Maximilian, 1831

Lidy Steche, geb. Angermann, (* 1805 in Weimar; † 1878 in Leipzig) war eine deutsche Konzertsängerin und Salonnière in Leipzig und gehörte zum Bekanntenkreis um Richard Wagner und Franz Liszt.

## Leben
Die Tochter des Chirurgen und Großherzoglich-Sachsen-Weimarischen Hofzahnarztes Christian Friedrich Angermann trat als Konzertsängerin am Leipziger Gewandhaus auf, bevor sie den Juristen Albert Steche heiratete, mit dem sie fünf Kinder hatte. Zu ihren Söhnen gehört der Kunsthistoriker Richard Steche, der Fabrikant Otto Steche sowie Maximilian Steche (1830–1867).
Im Jahr 1840 gründete Lidy Steche in Leipzig einen Gesangsverein, mit dem sie regelmäßig Opern und Motetten zur Aufführung brachte. Im Saal der Leipziger Loge Minerva zu den drei Palmen brachte sie Richard Wagners Oper Lohengrin noch vor der eigentlichen Erstaufführung am Leipziger Theater zu Gehör. Die von Robert Schumann begründete Neue Zeitschrift für Musik schrieb dazu: Am 18ten December veranstaltete die schon einige Male in diesen Blättern als unermüdliche und begeisterte Kunstfreundin genannte Frau Lidy Steche im Saale der Loge Minerva vor einem eingeladenen Publikum eine Aufführung des Lohengrin am Pianoforte. Es war dies die erste Aufführung des gesamten Werkes in Leipzig, und Frau Steche hat sich damit das Verdienst erworben, einen großen Theil des musikalischen Publikums mit dem Wagner’schen Kunstwerke so vertraut gemacht zu haben, daß die demnächst bevorstehende Aufführung im Theater den bei diesen Proben Betheiligten um so mehr Genuß gewähren wird. Die Aufführung im Ganzen war eine gelungene, was um so mehr Anerkennung verdient, da die Soli sowohl wie die Chöre größtentheils von Dilettanten ausgeführt wurden.
Regelmäßig lud Lidy Steche zu musikalischen Matineen. In ihrem Haus verkehrten so bedeutende Zeitgenossen wie die Komponisten Felix Mendelssohn Bartholdy, Hector Berlioz, Richard Wagner, Johannes Brahms, Bedřich Smetana, Clara und Robert Schumann, die Sängerinnen Henriette Sontag, Wilhelmine Schröder-Devrient oder der Geiger Joseph Joachim. Sie alle verewigten sich mit kleinen Kompositionen oder Spruchweisheiten in Lidy Steches Gästebüchern.
Zu ihren engeren Freunden zählte auch Franz Liszt, mit dem sie korrespondierte und den sie in den Jahren 1853–1857 mehrfach in Weimar besuchte. Über die Ereignisse im Hause Liszt führte sie akribisch Tagebuch.